# Application de la IVe convention de Genève dans les Territoires palestiniens
 (février 2008).
Si vous disposez d'ouvrages ou d'articles de référence ou si vous connaissez des sites web de qualité traitant du thème abordé ici, merci de compléter l'article en donnant les références utiles à sa vérifiabilité et en les liant à la section « Notes et références ».
L'application de la IVe convention de Genève dans les Territoires palestiniens est la mise en pratique de la quatrième convention de Genève concernant la protection des personnes civiles en temps de guerre dans les territoires palestiniens occupés militairement par Israël à l'issue de la guerre des Six Jours : la Cisjordanie (y compris Jérusalem-Est) et la bande de Gaza.
Le Conseil de sécurité des Nations unies a adopté des résolutions (242 puis 338 et autres) demandant la fin immédiate de cette occupation. Dans l'intervalle, tant que dure l'occupation, le droit international définit les limites du pouvoir de l'occupant (droits et devoirs) et protège les civils. Le principal instrument applicable est la quatrième Convention de Genève.
Israël ne considère pas ce texte juridiquement applicable dans le contexte des territoires de 1967, car, comme l'écrivit en 1970 l'ancien président de la Cour suprême israélienne, Meir Shamgar, cette convention « stipule expressément que, pour cela, un État souverain devait avoir été expulsé et qu'il devait avoir été un État souverain légitime » [réf. nécessaire].

## Dispositions de laIVeconventionde Genève
Cette convention est un compromis entre les impératifs militaires de sécurité (pour l'occupant) et les droits fondamentaux des civils (subissant l'occupation). C'est donc un minimum réaliste, intangible, qui s'applique « quelles que soient les circonstances ». Ce consensus des États remonte à 1949 et tient compte des leçons de la Seconde Guerre mondiale.
Dans le cas des Territoires palestiniens occupés, l'une des normes les plus importantes est celle qui interdit les « colonies de peuplement » (art. 49, fin : « La Puissance occupante ne pourra procéder à la déportation ou au transfert d'une partie de sa population civile dans le territoire occupé par elle »).
Cette convention est très détaillée et précise. Parmi toutes ses dispositions, la violation de certaines - dont l'article interdisant la colonisation - constitue une « infraction grave », correspondant à un crime de guerre. Ces violations sont : « l'homicide intentionnel, la torture ou les traitements inhumains, y compris les expériences biologiques, le fait de causer intentionnellement de grandes souffrances ou de porter des atteintes graves à l'intégrité physique ou à la santé, la déportation ou le transfert illégaux, la détention illégale, le fait de contraindre une personne protégée à servir dans les forces armées de la Puissance ennemie, ou celui de la priver de son droit d'être jugée régulièrement et impartialement selon les prescriptions de la présente convention, la prise d'otages, la destruction et l'appropriation de biens non justifiées par des nécessités militaires et exécutées sur une grande échelle de façon illicite et arbitraire. »
Ce sont ces dispositions du droit humanitaire, davantage que les droits de l'homme, qui sont invoquées à propos du conflit israélo-palestinien.

## Applicabilité de laIVeconventionde Genève
La IVe convention de Genève est applicable dès le début du conflit (et de l'occupation) et prend fin, pour certaines dispositions, un an après la fin des opérations militaires ou, pour d'autres (dont l'art. 49), jusqu'à la fin de l'occupation.
Le fait de l'occupation militaire en Cisjordanie et à Gaza, et donc de l'applicabilité des conventions de Genève, relève pour la communauté internationale et pour le CICR, p.ex., de l'évidence. Le Conseil de sécurité de l'ONU s'y réfère dans plusieurs de ses résolutions.[réf. nécessaire]

## Arrêts de la Cour suprême d'Israël
Israël est réticent à admettre cette applicabilité et préfère parler de « territoires disputés » ou d'« application de facto et non de jure de la IVe convention ». La Cour suprême d'Israël elle-même ne parle jamais de « territoires occupés », ni d'« occupation », mais de « possession belligérante » (tfisah lohmatit) et de « zone » (ha-Ezur) .
Cependant, la Cour suprême d'Israël, dans un arrêt du 30 mai 2004 [réf. nécessaire], a aussi jugé que «les opérations militaires des forces de défense israéliennes à Rafah, dans la mesure où elles affectent des civils, sont régies par la quatrième convention de La Haye concernant les lois et coutumes de la guerre sur terre de 1907… et par la convention de Genève relative à la protection des personnes civiles en temps de guerre de 1949 ». La précision « dans la mesure où elles affectent des civils » pourrait ne pas représenter une application intégrale de la convention, les termes « dans la mesure où » étant toujours restrictifs dans une décision juridictionnelle.
En 2002, la Haute Cour de justice a jugé, dans l'affaire Ajori, où l'Association for Civil Rights in Israel (Association pour les droits civiques en Israël) s'était jointe en tant que partie civile, que les expulsions d'individus palestiniens de la Cisjordanie à la bande de Gaza, effectuées en vertu des Defence (Emergency) Regulations (en) de 1945, n'étaient pas contraires à l'article 49 de la quatrième convention de Genève.

## Avis consultatif de la CIJ (2004)
Ces références à l'applicabilité de jure de la IVe convention ont été rassemblées par la plus haute instance judiciaire universelle, la Cour internationale de justice (CIJ), en juillet 2004. Cet avis juridique a été rendu à titre consultatif, ce mot figurant d'ailleurs deux fois. Dès lors comme tout avis consultatif il ne présente aucun caractère définitif dans aucune affaire, par hypothèse, et il a été formellement rejeté par la partie israélienne comme inconsistant avec l'affaire soumise à la Cour par l'Assemblée générale des Nations unies.

## Rôle des États parties à laIVeconvention
Si le Comité international de la Croix-Rouge (CICR) est le « gardien du droit international humanitaire » et le défenseur des victimes de la guerre, la mise en œuvre des conventions de Genève relève de la responsabilité des États parties qui s'engagent à « respecter et faire respecter » cette convention « en toutes circonstances ».